# Eumunididae
Eumunididae é uma família de crustáceos decápodes da infraordem Anomura.

## Géneros
A família Eumunididae inclui os seguintes géneros:
- Eumunida Smith, 1883
- Pseudomunida Haig, 1979